# خانواده آنیلی

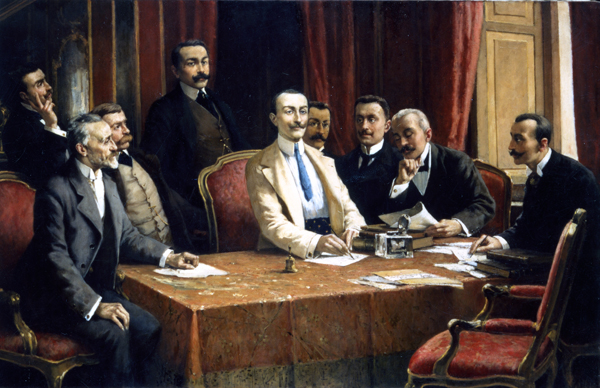
نقاشی از نخستین هیئت مدیره فیات، جووانی آنیلی؛ نفر سوم از راست

خانواده آنیلی (به ایتالیایی: famiglia Agnelli) خانواده برجسته ایتالیایی با پیشینه‌ای صنعتی است که بنیانگذار آن، جووانی آنیلی می‌باشد. وی شرکت خودروسازی فیات را در سال ۱۸۹۹ در شهر تورین تأسیس نمود.
در حال حاضر اعضای خانواده آنیلی کماکان مالکیت اکثریت سهام شرکت خودروسازی فیات را در اختیار دارند. کمپانی فیات تنها بخشی از دارایی‌های این خانواده به شمار می‌آید. امروزه خانواده آنیلی از طریق شرکت هلدینگ اکسور، مالکیت باشگاه فوتبال یوونتوس، صنایع فیات، اف‌پی‌تی، اویکو، روزنامه لا استامپا و از طریق شرکت فیات کرایسلر اتومبیلز؛ مالک شرکت‌های فراری، مازراتی، جیپ، آلفا رومئو، دوج، آبارت، کرایسلر موتورز، فیات اتومبیلز، فیات پروفشنال، لانچیا، نیو هلند، کیس، رم تراکس و استریت اند ریسینگ تکنولوژی و همچنین فیات و کرایسلر می‌باشند.
از اعضای شناخته شده خانواده آنیلی، می‌توان به افراد زیر اشاره کرد:
- جووانی آنیلی: مؤسس شرکت فیات
- جیانی آنیلی: سیاستمدار و بنیانگذار شرکت اکسور (پسر جووانی).
- جان الکان: رئیس هیئت مدیره کنونی شرکت فیات که نوه جیانی آنیلی (فرزند دختر وی) می‌باشد و از سوی آنیلی به عنوان وارث انتخابی دارایی‌های وی برگزیده شد.
- آندرا آنیلی: کارآفرین و مدیر باشگاه یوونتوس و نوه جووانی آنیلی.
- اومبرتو آنیلی: پدر آندرا آنیلی.
- ادواردو آنیلی: فرزند جیانی آنیلی.